# Національне положення бухгалтерського обліку
Національне положення (стандарт) бухгалтерського обліку (абревіатура П(С)БО) — нормативно-правовий акт, затверджений Міністерством фінансів України, що визначає принципи та методи ведення бухгалтерського обліку і складання фінансової звітності, що не суперечать міжнародним стандартам (МСФЗ).
В Україні на 19 липня 2013 року затверджено 2 Національних положення (стандарти) бухгалтерського обліку та 28 Положень (стандартів) бухгалтерського обліку.

## Законодавча база
Основний нормативний документ, що регулює порядок ведення бухгалтерського обліку в Україні, — закон «Про бухгалтерський облік та фінансову звітність в Україні» № 996-XIV, який був прийнятий 16 липня 1999. Відповідно до даного законодавчого акту, перехід на нові національні стандарти бухобліку та звітності розпочався з 1 січня 2000 [4] [5].
Розробкою стандартів бухгалтерського обліку в Україні займається Методологічна рада з бухгалтерського обліку, який є дорадчим органом при Міністерстві фінансів України. Методологічна рада діє на підставі «Положення про Методологічну раду з бухгалтерського обліку». Головні завдання Методологічної ради полягають в наступному:
- Концептуальне визначення основних принципів побудови національної системи бухгалтерського обліку та методологічного забезпечення його застосування, напрямків її інтегрування із статистикою та гармонізації з рекомендаціями міжнародних стандартів обліку, а також організації первинного обліку.
- Розробка проєктів положень (стандартів), інструкцій та іншого нормативного методичного забезпечення бухгалтерського обліку, бухгалтерської (фінансової) звітності.
- Ґрунтовне обговорення проєктів нормативно-методичних документів з бухгалтерського обліку і звітності.
- Вивчення, узагальнення, розповсюдження найкращого досвіду організації бухгалтерської роботи, здійснення бухгалтерськими службами попереднього та поточного контролю за витрачанням коштів та аналізу фінансово-господарської діяльності підприємства.
- Методологічне забезпечення впровадження сучасної технології збору та обробки обліково-економічної інформації, зафіксованої як на традиційних, так і на машинозчитувальних носіях.

Розроблені стандарти затверджуються Міністерством фінансів, а стандарти, що стосуються обліку в банках, затверджуються Національним банком України. Фактично Методологічна рада відповідно до закону «Про бухгалтерський облік та фінансову звітність в Україні» виконує функції виконавчого органу, а Міністерство в особі управління методології бухгалтерського обліку — дорадчого.
У законі точно не визначено, хто повинен розробляти П (С) БО. У цьому ж законі зазначено, що Міністерство фінансів затверджує стандарти, а Методологічна рада організовує розробку та розгляд. Експерти вважають, що фактично в Україні відсутній відповідальний орган, який відповідає за реформування бухгалтерського обліку та його методологічне забезпечення.
Основними документами в системі регламентації обліку в Україні також є план рахунків і інструкція про його застосування. Методологічною радою з бухгалтерського обліку при Міністерстві фінансів були затверджені:
- План рахунків бухгалтерського обліку активів, капіталу, зобов'язань і господарських операцій підприємств і організацій;
- Інструкція про застосування Плану рахунків бухгалтерського обліку активів, капіталу, зобов'язань і господарських операцій підприємств і організацій;
- План рахунків бухгалтерського обліку бюджетних установ;
- Порядок застосування Плану рахунків бухгалтерського обліку бюджетних установ;
- Положення про порядок ведення обліку окремих активів та операцій підприємств державного, комунального секторів економіки та інших організацій, які володіють та / або використовують об'єкти державного чи комунального майна;
- План рахунків бухгалтерського обліку банків України;
- План рахунків бухгалтерського обліку активів, капіталу, зобов'язань і господарських операцій суб'єктів малого підприємництва.

## Історія створення стандартів бухгалтерського обліку в Україні
З 1920-х років і аж до розпаду СРСР система бухгалтерського обліку на території України розвивалася в рамках єдиної цілісної системи обліку всіх союзних республік.
Історію бухгалтерського обліку в Україні в радянський час можна умовно розбити на такі періоди:
| Період    | Характеристика етапу |
| --------- | --- |
| 1917-1932 | Перехідний період від капіталізму до соціалізму, коли створювалися нові форми ведення обліку, які задовольняли б вимогам соціалістичної економіки і планового господарства. Період закінчився створенням спеціального загальносоюзного державного органу — Центрального управління народногосподарського обліку.                                                                                     |
| 1932-1945 | Розвиток методології та організації обліку, націлених на контроль над виконанням планів, збереження соціалістичного майна і калькуляцію собівартості продукції. |
| 1945-1965 | Удосконалення єдиної системи бухгалтерського обліку: оновлення нормативних актів, введення нового плану рахунків, форм обліку, регламентація змісту первинної документації. |
| 1965-1991 | Проведення економічних реформ, спрямованих на розширення повноважень підприємств, зміна методик планування, удосконалення плану рахунків, методик калькуляції собівартості, створення автоматизованих систем обліку. У цей період було підготовлено значну кількість фахівців у сфері бухгалтерського обліку, кандидатів і докторів економічних наук, які спеціалізуються на бухгалтерському обліку. |

Система бухгалтерського обліку в Україні, що діяла з 1991 по 1996 , сформувалася в рамках СРСР з усіма наслідками централізованого управління. Методологія ведення бухгалтерського обліку була розроблена Міністерством фінансів СРСР і передбачала жорстку регламентацію бухгалтерського обліку та порядку вчинення всіх процедур. Вся інформація, яку давав бухгалтерський облік, призначалася швидше не для її конкретних користувачів, а для міністерств і відомств, які займалися управлінням тієї чи іншої сфери економіки, і для розрахунку податкових платежів [16] .
16 липня 1999 президент України Леонід Кучма підписав закон «Про бухгалтерський облік та фінансову звітність в Україні»
З Дня незалежності України в країні в різних аспектах розглядалася проблема кардинального удосконалення бухгалтерського обліку. Перший президент України Леонід Кравчук в 1992 видав указ «Про перехід України до загальноприйнятої міжнародної практики системи обліку і статистики».
На підставі цього указу Кабінет міністрів України постановою № 326 від 4 травня 1993 затвердив «Концепцію створення системи національної статистики України» та " Державну програму переходу до міжнародних стандартів обліку та статистики ", але ця програма так і не була виконана.
У 1995 Верховна рада України розглядала проєкт закону «Про бухгалтерський облік», але після недовгого обговорення законопроєкт був відправлений на доопрацювання. Після 1995 року законопроєкт поступово дописувався і поліпшувався, і лише 16 липня 1999 президент України Леонід Кучма підписав закон «Про бухгалтерський облік та фінансову звітність в Україні». Закон тоді складався з 5 розділів і 15 статей, в них були сформульовані основні принципи бухгалтерського обліку в Україні [18]. День прийняття цього законодавчого акту став в Україні офіційним професійним святом — Днем бухгалтера.
31 березня 1999 наказом міністра фінансів України були введені перші 5 стандартів бухгалтерського обліку:
- П (С) БО 1 «Загальні вимоги до фінансової звітності»
- П (С) БО 2 «Баланс»
- П (С) БО 3 «Звіт про фінансові результати»
- П (С) БО 4 «Звіт про рух грошових коштів»
- П (С) БО 5 «Звіт про власний капітал».

Пізніше поступово приймалися нові стандарти й удосконалювалися старі. Однією з найбільш характерних тенденцій розвитку бухгалтерського обліку в Україні є активне просування ідей, закладених у міжнародних стандартах бухгалтерського обліку та звітності. 

## Основні відмінності від МСФЗ
Однією з основних принципових відмінностей П(С)БО від МСФЗ є жорстка регламентація дій бухгалтера. В українському бухгалтерському обліку є єдиний план рахунків, який є обов'язковим для застосування всіма суб'єктами господарської діяльності.
П(С)БО традиційно орієнтуються на запити регулюючих органів (податкова служба, держкомстат та інші), в той час як МСФЗ головним чином орієнтовані на користувачів, які мають дійсний чи потенціальний фінансовий інтерес до суб'єкта звітності: акціонерів, інвесторів, контрагентів.
Концептуальні відмінності між П(С)БО ТА МСБО
Співвідношення вимог П(С)БО і МСФЗ щодо подання та складання фінансової звітності
Фінансова звітність підприємств відповідно до П(С)БО та МСФЗ: проблеми гармонізації
Відмінності визначення витрат за П(с)БО та МСФЗ